# (2889) Brno
(2889) Brno ist ein Asteroid des äußeren Hauptgürtels, der am 17. November 1981 von dem tschechischen Astronomen Antonín Mrkos am Kleť-Observatorium (IAU-Code 046) bei Český Krumlov entdeckt wurde. Unbestätigte Sichtungen des Asteroiden gab es vorher im Mai 1953 (1953 JE) am Goethe-Link-Observatorium in Indiana, am 15. April 1958 (1958 GE) an der Landessternwarte Heidelberg-Königstuhl, sowie am 30. September 1970 (1970 SF1) und am 28. Oktober 1976 (1976 UO4) am Krim-Observatorium in Nautschnyj.
Der mittlere Durchmesser des Asteroiden wurde mithilfe des Wide-Field Infrared Survey Explorers (WISE) mit 17,184 (±0,297) km berechnet, die Albedo mit 0,150 (±0,021).
Die Rotationsperiode von (2889) Brno wurde von René Roy an der Sternwarte Genf am 10. November 2012 vorläufig mit 9,51 Stunden bestimmt. Wegen unzureichender Datenlage hat diese Angabe jedoch eine Ungenauigkeit von 30 Prozent.
Der Asteroid gehört zur Eos-Familie, einer Gruppe von Asteroiden, welche typischerweise große Halbachsen von 2,95 bis 3,1 AE aufweisen, nach innen begrenzt von der Kirkwoodlücke der 7:3-Resonanz mit Jupiter, sowie Bahnneigungen zwischen 8° und 12°. Die Gruppe ist nach dem Asteroiden (221) Eos benannt. Es wird vermutet, dass die Familie vor mehr als einer Milliarde Jahren durch eine Kollision entstanden ist. Die zeitlosen (nichtoskulierenden) Bahnelemente von (2889) Brno sind fast identisch mit denjenigen der beiden kleineren, wenn man von der Absoluten Helligkeit von 14,8 und 15,7 gegenüber 11,3 ausgeht, Asteroiden (116882) 2004 FO118 und (214821) 2006 VJ16.
(2889) Brno ist nach der Stadt Brünn benannt (tschechisch Brno). Die Benennung erfolgte durch die Internationale Astronomische Union (IAU) am 29. November 1993. Mehr als 100 Jahre vorher, 1892, war schon einmal ein Asteroid nach Brünn benannt worden, der 1890 entdeckte (290) Bruna.